# 成团镇
成团镇，是中华人民共和国广西壮族自治区柳州市柳江区下辖的一个乡镇级行政单位。

## 行政区划
成团镇下辖以下地区：
成团社区、渡村社区、成团村、灵江村、甘塘村、北弓村、里湾村、白露村、六道村、盘石村、龙山村、同乐村、大荣村、两合村和鲁比村。